# Bình Nhì
Bình Nhì là một xã thuộc huyện Gò Công Tây, tỉnh Tiền Giang, Việt Nam.

## Địa lý
Xã Bình Nhì có diện tích 13,75 km², dân số năm 1999 là 10714 người, mật độ dân số đạt 779 người/km².